# 上海雅悦酒店
上海雅悦酒店是位于中国上海市静安区的一家精品酒店，也是凯世酒店集团旗下的一家酒店。这個酒店所在的建築前身是一座建于1970年代的邮局大楼。該酒店曾與一家環保組織簽訂協議，該酒店會記錄自身所有的碳排放量。該酒店的景觀有江南園林的元素。